# Philautus longicrus
Philautus longicrus är en groddjursart som först beskrevs av George Albert Boulenger 1894.  Philautus longicrus ingår i släktet Philautus och familjen trädgrodor. IUCN kategoriserar arten globalt som nära hotad. Inga underarter finns listade i Catalogue of Life.